# Željeznički kolodvor Dugo Selo
Željeznički kolodvor Dugo Selo najveći je željeznički kolodvor u Hrvatskoj. Nalazi se u središtu Dugo Selo, a objekt je svečano otvoren 1870.　

## Pruge
Željeznički kolodvor Dugo Selo se razvijalo stoljećima uz križanje željezničkih pruga Zagreb - Mađarska i Slovenija - Srbija (Danas dijelovi paneuropskog željezničkog koridora V i koridora X).
- Željeznička pruga Zagreb Glavni kolodvor – Dugo Selo, dio Paneuropskog koridora X
- Željeznička pruga Dugo Selo – Novska, dio Paneuropskog koridora X
- Željeznička pruga Dugo Selo – Botovo, dio Paneuropskog koridora V

## Vanjske poveznice
- www.hznet.hr - Hrvatske željeznice (HŽ)
- Željeznički kolodvor Dugo Selo (vlakovi.com)  Arhivirana inačica izvorne stranice od 14. srpnja 2014. (Wayback Machine)
- (en) Red route  Arhivirana inačica izvorne stranice od 8. ožujka 2014. (Wayback Machine)

### Ostali projekti
|  | Zajednički poslužitelj ima još gradiva o temi Željeznički kolodvor Dugo Selo |